# La dedico a te/Se la cercherai
La dedico a te/Se la cercherai è un singolo split di Alida Chelli e Loretta Goggi pubblicato in Giappone nel 1964.

## Tracce
1. Alida Chelli – La dedico a te – 1:55 (Carlo Rustichelli e Gian Carlo Testoni)
2. Loretta Goggi – Se la cercherai – 2:30 (Nino Pasquale Tassone e Nico Fidenco)